# Plata libre

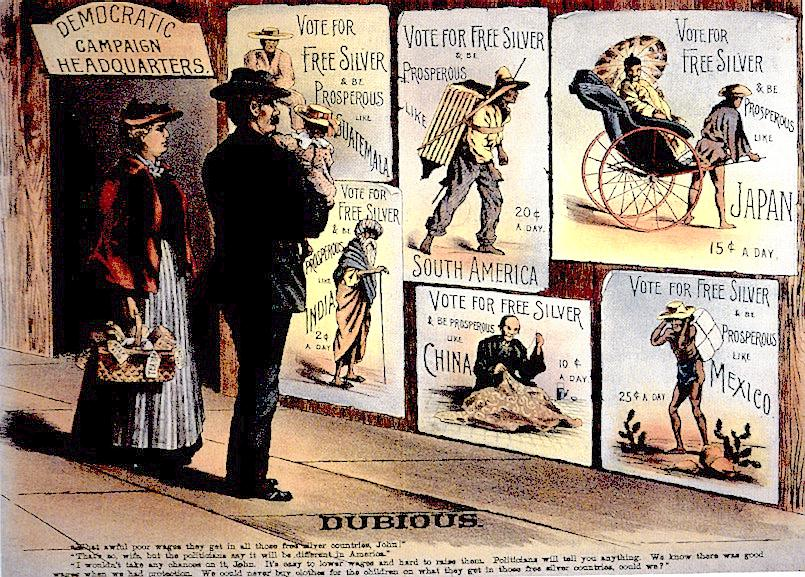
Cartel de la campaña republicana de 1896 atacando la plata libre

La plata libre fue un tema importante de la política económica en los Estados Unidos a finales del siglo XIX. Sus defensores estaban a favor de una política monetaria expansiva caracterizada por la acuñación ilimitada de plata en dinero a la vista, en oposición a la estricta adherencia a la oferta monetaria más cuidadosamente fijada implícita en el patrón oro. La plata libre se asoció cada vez más con el populismo, los sindicatos y la lucha de los estadounidenses comunes contra los banqueros y monopolistas, y contra los barones ladrones de la Edad Dorada del capitalismo, y se la denominó "Dinero del pueblo".

## Contexto general

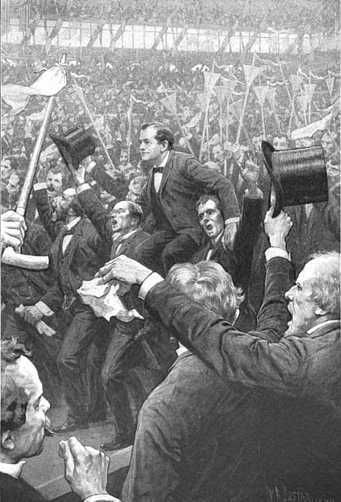
Bryan tras su discurso

Los partidarios de un papel importante para la plata en un sistema monetario bimetálico que utilizase tanto la plata como el oro, llamados "silveritas", buscaban la acuñación de dólares de plata en una proporción de peso fija de 16 a 1 frente a las monedas de dólar hechas de oro. Debido a que la relación de precios real de los dos metales era sustancialmente más alta a favor del oro en ese momento, la mayoría de los economistas advirtieron que las monedas de plata menos valiosas evitarían la circulación del oro por su mayor valor, fenómeno monetario descrito por la Ley de Gresham.
Si bien todos estuvieron de acuerdo en que una oferta monetaria ampliada inevitablemente inflaría los precios, la cuestión era si esta inflación sería beneficiosa o no. El problema alcanzó su punto máximo entre 1893 y 1896, cuando la economía sufría una grave depresión, recordada como el Pánico de 1893, caracterizada por la caída de los precios (deflación), alto desempleo en las zonas industriales y graves dificultades para los agricultores. Hasta el año 2020, supuso la undécima caída más grande en la historia del mercado de valores de EE. UU.
El debate de la "plata libre" enfrentó al poder financiero que estaban a favor del oro del noreste, junto con los ferrocarriles, las fábricas y los empresarios, que eran acreedores que se beneficiaban de la deflación y el pago de préstamos con valiosos dólares de oro, contra los agricultores que se beneficiarían de precios más altos para sus cultivos y una relajación de las cargas crediticias. La plata libre era especialmente popular entre los agricultores del cinturón del trigo (el medio oeste occidental) y el cinturón del algodón (el sur profundo), así como entre los mineros de plata en el oeste. Tuvo poco apoyo entre los agricultores del noreste y del cinturón del maíz (el medio oeste oriental) o los mineros de plata del Oeste. También tuvo poco soporte entre los agricultores del Nordeste y el cinturón del maíz del Medio Oeste oriental.
La plata libre fue el tema central para los demócratas en las elecciones presidenciales de 1896 y 1900, bajo el liderazgo de William Jennings Bryan (representante de Nebraska en el Congreso), famoso por su discurso de la Cruz de Oro a favor de la plata libre. Los populistas también respaldaron a Bryan y su propuesta de la plata libre en 1896, lo que marcó el final efectivo de su independencia. En las elecciones más importantes, los partidarios de la plata libre fueron constantemente derrotados y, después de 1896, la nación pasó al patrón oro.
El debate sobre la plata duró desde la aprobación de la Cuarta Ley de Acuñación en 1873, que desmonetizó la plata y fue llamada el "Crimen del '73" por los opositores, hasta 1963, cuando se aprobó la Ley de Compra de Plata de 1934, que permitió al presidente del Departamento del Tesoro regular la circulación de la plata estadounidense.

## Definiciones y explicación
Bajo el patrón oro en circulación, cualquier persona en posesión de lingotes de oro podría depositarlos en una casa de moneda donde luego se procesaría en monedas de oro. Salvando un pago nominal para cubrir los costos de procesamiento, las monedas se pagarían al depositante; esta era la acuñación gratuita de oro por definición. El objetivo del libre movimiento de plata era que las casas de moneda aceptaran y procesaran lingotes de plata de acuerdo con el mismo principio, aunque el valor de mercado de la plata en las monedas circulantes de los Estados Unidos era sustancialmente menor que el valor nominal.
Como resultado, el valor monetario de las monedas de plata se basaba en el decreto del gobierno en lugar del valor comercial de su contenido, y esto se hizo especialmente cierto después de las grandes huelgas de la plata en Occidente, que deprimieron aún más su precio. Desde ese momento hasta principios de la década de 1960, el contenido de plata en las monedas de 10 centavos, cuartos, medios dólares y dólares de plata de los Estados Unidos valía solo una fracción de su valor nominal. La acuñación gratuita de plata habría significado un aumento en la oferta monetaria, lo que habría resultado en inflación.

## Respuesta
Muchas organizaciones populistas estaban a favor de una política monetaria inflacionaria porque permitiría a los deudores (a menudo agricultores que tenían hipotecas sobre sus tierras) pagar sus deudas con dólares más baratos y fácilmente disponibles. Quienes sufrirían con esta política serían los acreedores, como los bancos y los propietarios. Los partidarios más influyentes y mejor organizados fueron los propietarios de las minas de plata (como William Randolph Hearst) y los trabajadores, y los estados y territorios del oeste en general, ya que la mayor parte de la producción de plata de EE. UU. se basaba allí y la región tenía una gran cantidad de granjeros y ganaderos altamente endeudados.
Fuera de los estados mineros del Oeste, el Partido Republicano se opuso firmemente a la plata libre, argumentando que el mejor camino hacia la prosperidad nacional era el "dinero sólido", u oro, que era fundamental para el comercio internacional. Argumentaron que la inflación significaba precios más altos garantizados para todos y ganancias reales principalmente para los intereses de la plata. En 1896, el senador Henry M. Teller de Colorado llevó a muchos republicanos occidentales (sobre todo de California) a separarse y formar un tercer partido que apoyaba al candidato presidencial demócrata William Jennings Bryan, el efímero Partido Republicano de Plata.
La Ley de Compra de Plata Sherman de 1890, si bien no alcanzó los objetivos de la plata libre, requería que el gobierno de los EE. UU. comprase millones de lingotes de plata (subiendo el precio del metal y complaciendo a los mineros) por dinero (complaciendo a los granjeros y a otros). Sin embargo, el gobierno de los EE. UU. pagó ese lingote de plata en billetes de oro y, de hecho, redujo su acuñación de plata. El resultado fue un "desplazamiento" en las reservas de oro del Tesoro de los Estados Unidos, que fue una de las muchas razones del pánico de 1893 y el inicio de la depresión de 1890. Una vez que recuperó el poder, y después de que comenzara el pánico de 1893, Grover Cleveland diseñó la derogación de la ley, preparando el escenario para el tema clave de la siguiente elección presidencial.

## Clima político
El Partido Populista tenía un fuerte componente de los partidarios de la plata libre. Su posterior combinación con el Partido Demócrata hizo que este último renunciase a dar su apoyo al patrón oro, que había sido el sello distintivo de la administración de Cleveland, a la posición de la plata libre personificada por el candidato presidencial de 1896, William Jennings Bryan, en su discurso de la Cruz del Oro. La candidatura de Bryan en 1896 fue apoyada por populistas y "republicanos de plata", así como por la mayoría de los demócratas.
La cuestión era qué metal respaldaría la moneda estadounidense. Las dos opciones eran: oro (respaldado por los "Goldbugs" y William McKinley) y la plata (apoyada por los silveritas y Bryan). El papel sin respaldo (propuesto por los Greenbacks) representaba una tercera opción. Una cuarta opción, una moneda respaldada por el valor de la tierra, fue defendida por el senador Leland Stanford a través de varios proyectos de ley del Senado presentados en 1890-1892, pero siempre fue rechazada por el Comité de Finanzas del Senado.

## Fraternidades de la plata
Tres organizaciones fraternales se destacaron a mediados de la década de 1890 y apoyaron la campaña de la plata en 1896. Todas desaparecieron después del fracaso de la campaña:
- Freemen's Protective Silver Federation: (Federación de Hombres Libres Protectora de la Plata) fundada en 1894 en Spokane (Washington), adoptó una constitución, estatutos y un ritual en Pullman (Washington) a finales de ese año. Su objetivo declarado era "unir a los partidarios de la plata bajo una sola bandera para luchar por el metal blanco y hacer la guerra contra el monopolio del oro". La orden se extendió por los estados de la costa del Pacífico y hacia el este hasta el río Misuri. Declaró poseer hasta 800.000 miembros a finales de 1896, aunque Stevens lo consideró "extravagante". Sin embargo, no había duda de su popularidad e influencia al oeste de las montañas Rocosas durante la campaña de plata libre de 1896. Se dijo que la obligación de la orden era "más enfática y vinculante" y se prohibió la membresía a abogados y banqueros.[10] Aparentemente, la orden desapareció a principios de la década de 1920.[11]

- Silver Knights of America: (Caballeros de la Plata de América) fundada a principios de 1895 para hacer campaña por la plata libre, su sede estaba en Washington D. C., donde tenía una oficina literaria. El órgano rector, el Templo Supremo, se incorporó como sociedad anónima con un capital de 100.000 dólares. El senador W. M. Stewart de Nevada fue presidente, James Pait fue vicepresidente, Oliver Sabin secretario, James A. B. Richard tesorero y S. S. Yoder fue director general. Muchos conocidos miembros del momento y anteriores de la Cámara de Representantes estaban afiliados. La organización fue "empujada simultáneamente" en Misuri, Illinois, Kentucky y Arkansas, desde donde invadió las áreas de tendencia demócrata. Había una rama femenina, Silver Ladies of America, que "tenía la intención de desarrollar fuertemente la característica social de la organización". La orden tenía rituales, contraseñas y un servicio de entierros. La orden se extinguió después de 1896.[12]

- Patriots of America: (Patriotas de América) fue fundada a fines de 1895 por William Harvey para organizar la campaña de la plata libre en 1896. Los oficiales de la orden incluyeron al Primer Patriota Nacional William Harvey, el Registrador Nacional Charles H. McClure de Míchigan y el Tesorero Nacional James F. Adams también de Míchigan. Se esperaba que cada estado tuviera un Primer Patriota del Estado y estos agentes constituirían el Congreso de Patriotas. También se suponía que cada condado tenía un Primer Patriota. Se esperaba que los "Primeros Patriotas" a nivel nacional, estatal y de condado hicieran un juramento de negarse a servir en cargos electivos o designados o de tener una propiedad de más de 100.000 dólares. Existía una organización auxiliar, las Hijas de la República, que se encargaba de cuidar a los pobres de los Patriotas de América. No hubo cuotas y la orden fue financiada a través de contribuciones voluntarias. El objeto de la orden era llevar a una de las partes a una plataforma de plata libre en 1896 y, si eso fallaba, lanzar un billete de plata libre independiente. Se esperaba que la orden celebrara una votación cada cuatro años para determinar qué causa y candidato apoyaría. Sin embargo, la orden pareció extinguirse después de 1896.[13] Con sede en Chicago.[12]

## Resultados
Los votantes de la ciudad, especialmente los estadounidenses de origen alemán, rechazaron abrumadoramente la causa de la plata libre por la convicción de que conduciría al desastre económico, el desempleo y los precios más altos. Los agricultores diversificados del Medio Oeste y del Este también se opusieron, pero los agricultores de algodón del Sur y los agricultores de trigo del Oeste estaban entusiasmados por la plata libre. Bryan intentó nuevamente en 1900 plantear el problema, pero perdió por márgenes más amplios, y cuando abandonó la discusión, quedó fuera de circulación. Las acciones posteriores para revivir el problema no tuvieron éxito.

## Simbolismo
La plata libre  se asoció cada vez más con el populismo, los sindicatos y la lucha de los estadounidenses comunes contra los banqueros, los monopolistas ferroviarios y los barones ladrones de la era del capitalismo de la Edad Dorada y se la denominó el "dinero del pueblo" (en contraposición al dinero del oro, la moneda base, que fue retratada por los populistas como el dinero de la "explotación" y la "opresión"). El popular folleto Coin's Financial School de William H. Harvey , publicado después del pánico de 1893, ilustraba las propiedades "reparadoras" de la plata; a través de la devaluación de la moneda, se reabrirían las fábricas cerradas, se volverían a encender los hornos apagados y otros argumentos similares. Pero el activista progresista Henry Demarest Lloyd sostuvo una opinión duramente crítica y escribió: "El movimiento de la plata libre es una falsificación. La plata libre es el tordo del movimiento de reforma. Esperó hasta que el nido se construyó con los sacrificios y el trabajo de otros, y luego pone sus propios huevos en él, expulsando a los otros que yacen aplastados en el suelo.”

## Ley de compra de plata de 1934
En 1934, la aprobación de la Ley de Compra de Plata revivió el debate suscitado por la derogación de Grover Cleveland en 1893 de la Ley de Compra de Plata Sherman de 1890. La nueva ley otorgó al presidente de los EE. UU. y al secretario del Tesoro de los EE. UU. la autoridad para comprar plata, emitir certificados de plata y también nacionalizar las minas de los EE. UU. La ley también incluyó un impuesto de 50 ¢ sobre las ganancias de la transferencia de lingotes de plata y la financiación de un "Sello fiscal de plata". Después de que se aprobó la ley, el Tesoro de los EE. UU. pagó tasas por la plata muy por encima de su valor de 1934, logrando el resultado esperado, elevando el precio de la plata de 45¢ a 81¢ la onza. Sin embargo, las sobreimpresiones en los impuestos de sellos de plata, que oscilaban entre 1 ¢ y 1000 $, también presentaban un problema para la plata libre de propiedad nacional. Estos eran sellos adjuntos a los memorandos de transferencia para indicar el pago del impuesto a la plata. En 1943, se suspendieron las sobreimpresiones y la Ley de compra de plata de 1934 sería derogada por completo en 1963.